# ストーン・サワー
ストーン・サワー (Stone Sour）は、アメリカ合衆国のロックバンドである。

## 来歴
Slipknot（スリップノット）のメンバーであるコリィ・テイラー、ジェイムズ・ルートがSlipknot加入以前に別のメンバーと活動していたバンド。
1992年に活動を開始。1995年に現在のメンバーと同じ構成になるが、コリィとジェームズのSlipknot加入により1997年に一度解散する。
Slipknotのショーン・クレハンは、「ストーン・サワーの活動は非常に重要なもので敬意を払っている。2人のサイド・プロジェクトだなんて呼ばせない」と評価している。
2002年に復活を遂げ、アルバム『STONE SOUR』を発売した。このアルバムに収録された曲「Bother」は、映画『スパイダーマン』のサウンドトラックにも収録された（PVにてボーカルのコリィ・テイラーが着けている指輪がスパイダーマン）。
2006年、ジョエル・エクマンの脱退に伴い、ロイ・マイヨルガが加入。8月1日、『Come What(ever) May』が発売され、それに伴うプロモーション活動の一環として来日し、SUMMER SONIC '06（サマーソニック2006）に出演した。
翌2007年5月には、メタルコアバンドのウォールズ・オブ・ジェリコをサポートに公演を行った。
2010年8月18日、3rdアルバム『Audio Secrecy』をリリース。
これに先行してアルバムの収録曲の一つである「Mission Statement」の無料ダウンロード（オフィシャルサイトより日本時間6月10日午前11時から48時間限定）が開始された。
2010年10月にLOUD PARK10に出演、2011年2月に単独公演を行った。
2011年4月、ベースのショーン・エコノマキが個人的な理由により脱退。
5月にロイ・マイヨルガが軽度の脳卒中になり療養、ツアーをキャンセルした。
さらにロイは第一子の誕生に立ち会うため9月の「ロック・イン・リオ」への出演を見合わせたが、代わりに元ドリームシアターのマイク・ポートノイがゲスト参加した。
2012年3月から6月にかけて、２部構成となるコンセプト・アルバム『House of Gold & Bones』をレコーディング。
ベースはスキッド・ロウのレイチェル・ボランが担当した。
10月に第１作『House of Gold & Bones – Part 1』を、翌2013年4月に『House of Gold & Bones – Part 2』をリリース。
2012年09月の「LOUD PARK 12」で来日を予定していたが、ジェイムズ・ルートの健康上の理由により出演をキャンセルした。
2013年5月、「OZZFEST JAPAN 2013」で来日。

## メンバー

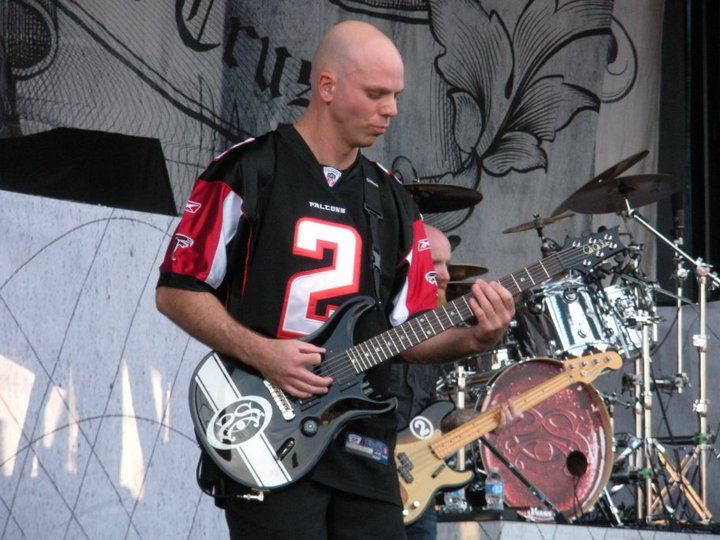
ジョシュ・ランド

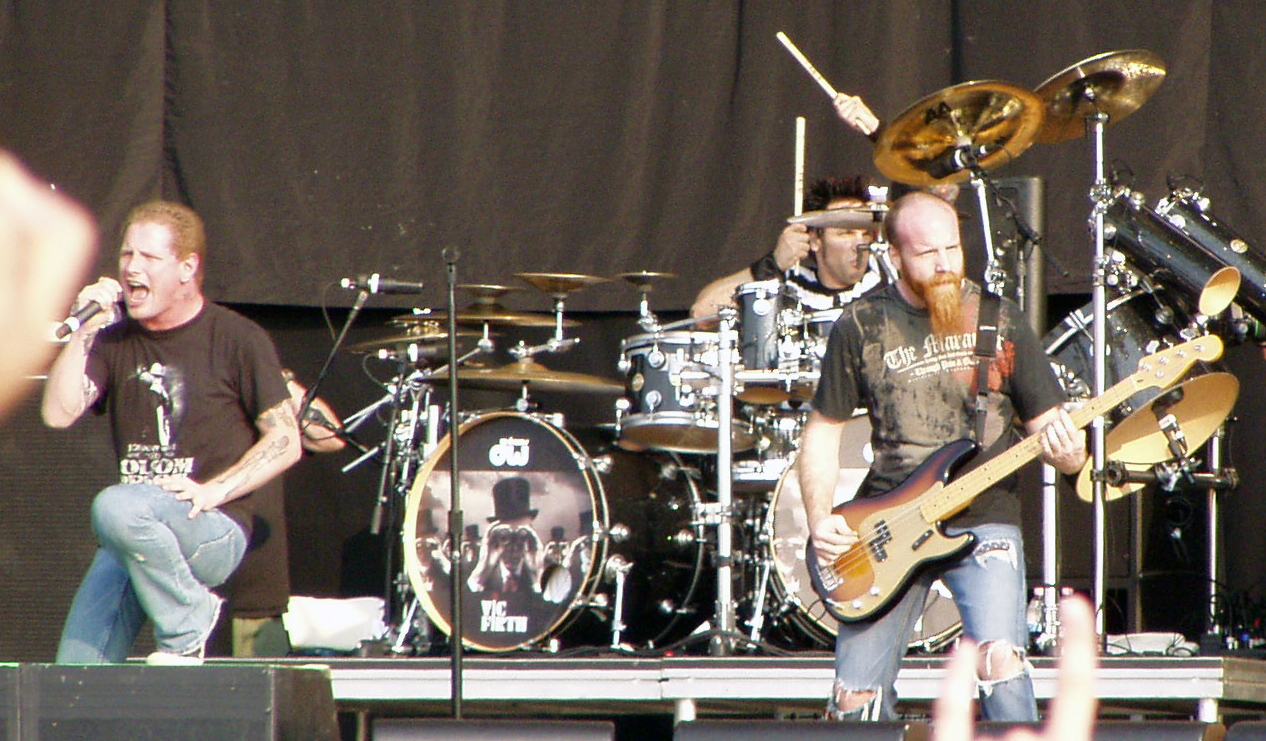
左からコリィ・テイラー、ロイ・マイヨルガ、ショーン・エコノマキ(2007年)

- コリィ・テイラー Corey Taylor - ボーカル、ピアノ (1992–1997, 2002–present) ・スリップノットのボーカリスト
- ジョシュ・ランド Josh Rand - ギター (2001–present) ・Moonshotというバンドではベースを担当
- クリスチャン・マルトゥッチ Christian Martucci - ギター (2015–present) ・ジェイムズ・ルートが脱退後、ツアーのサポートメンバーとして参加。その後正式メンバーとなったことが発表された。
- ロイ・マイヨルガ Roy Mayorga - ドラム (2006–present) ・元ソウルフライのドラマー

### 過去のメンバー
- ジョエル・エクマン Joel Ekman – ドラム (1992–1997, 2002–2006) ・バンドの中心人物だったが、子供の病気により脱退
- ショーン・エコノマキ Shawn Economaki - ベース (1992–1997, 2002–2011) ・スリップノットのステージマネージャーを務める
- ジェイムズ・ルート James Root - ギター (1995–1997, 2002–2014) ・スリップノットのギタリスト

### ツアー・メンバー
- Jason Christopher Rappise – ベース (2011) ・コリィのサイド・プロジェクトJunk Beer Kidnap Bandでベース担当
- マイク・ポートノイ Mike Portnoy – ドラム (2011) ・元ドリームシアターのドラマー
- ジョニー・コウ Johny Chow - ベース (2012–present) ・カヴァレラ・コンスピラシーのベーシスト

### レコーディング・メンバー
- シド・ウィルソン Sid Wilson - ターンテーブル (Stone Sour) ・スリップノットのターンテーブル担当
- シャノン・ラーキン Shannon Larkin - ドラム (Come What(ever) May) ・ゴッドスマックのドラマー
- レイチェル・ボラン Rachel Bolan - ベース (House of Gold and Bones – Part 1 and 2) ・スキッド・ロウのベーシスト

## ライヴ・アルバム
- Live in Moscow (2007年)

## ミュージック・ビデオ
- Get Inside (2002年)
- Bother (2002年)
- Inhale (2003年)
- Reborn (2006年)
- 30/30-150 (2006年)
- Through Glass (2006年)
- Sillyworld (2007年)
- Made Of Scars (2007年)
- Say You'll Haunt Me (2010年)
- Digital (Did You Tell) (2010年)
- Hesitate (2010年)
- Gone Sovereign (2012年)
- Absolute Zero (2012年)
- Do Me a Favor (2013年)